# Ruta Estatal de Nevada 827
La Ruta Estatal de Nevada 827, y abreviada SR 827 (en inglés: Nevada State Route 827) es una carretera estatal estadounidense ubicada en el estado de Nevada. La carretera inicia en el Oeste desde la SR 339     en Yerington hacia el Este en la SR 208     en Yerington. La carretera tiene una longitud de 9,3 km (5.796 mi).

## Mantenimiento
Al igual que las autopistas interestatales, y las rutas federales y el resto de carreteras estatales, la Ruta Estatal de Nevada 827 es administrada y mantenida por el Departamento de Transporte de Nevada por sus siglas en inglés Nevada DOT.